# Phlebovirus Siciliano
Il phlebovirus siciliano o Sandfly fever Sicilian virus (SFSV) è un arbovirus a RNA a polarità negativa del genere Phlebovirus, famiglia Phenuiviridae, ordine Bunyavirales. Esso ha un RNA monocatenario segmentato a polarità negativa, ed è associato clinicamente alla febbre da flebotomo o pappatacio. Geneticamente è correlato ai virus di Napoli e Toscana, ed anche alla febbre della Rift Valley che mostrano anch'essi febbre da flebotomi. 
Il virus fu scoperto a Palermo dove colpì le truppe dell'esercito alleato dopo gli sbarchi in Sicilia del 1943 durante la Seconda guerra mondiale.

## Clinica
La febbre da pappataci è una malattia simil-influenzale. Il periodo di incubazione è di 3-6 giorni e segni e sintomi includono febbre alta che dura 3-74 ore, malessere, dolore addominale, mal di testa, forte dolore retro-orbitale, lombalgia, fotofobia e anoressia. Leucopenia marcata può verificarsi. I pazienti possono inoltre manifestare diarrea transitoria o costipazione con disagio addominale. L'unico virus della febbre da pappataci, noto per essere neurotropico, è il virus Toscana. Tuttavia, sono stati segnalati casi di encefalite e meningite asettica associati a SFSV.
Il trattamento è di supporto, ma la ribavirina può essere utile in casi gravi o rapidamente scompensati.
Vi è poca o nessuna reattività crociata sierologica tra i vari virus della febbre da pappataci. L'infezione può essere confermata mediante test sierologici con le IgM.

## Epidemiologia
Il virus si trova nel Mediterraneo, nel Medio Oriente e in parti dell'Asia centrale e meridionale, come Italia, Egitto, Pakistan, Iran, Cipro, Algeria e Turchia. Il picco di incidenza si verifica nei mesi caldi, in particolare agosto, quando i vettori della febbre da pappataci è il Phlebotomus papatasi, che trasmettono il virus durante la puntura per assumere il sangue. 
Uno studio ha suggerito che vivere vicino a strutture per il trattamento delle acque reflue e la presenza di bestiame all'interno della casa sono fattori di rischio per l'infezione.